# 2011-es rövidpályás gyorskorcsolya Európa-bajnokság
A hollandiai Heerenveenben rendezték a rövidpályás gyorskorcsolyázók 15. kontinensbajnokságát 2011. január 14. és január 16. között, ahol a magyarok összesen öt érmet szereztek. Huszár Erika 1500-on harmadik, Heidum Bernadett 500-on nyert bronzérmet, míg 1000 méteren második lett, s a szuperdöntőben elért negyedik helyezésével összetettben is ezüstérmet szerzett. A női váltó pedig a dobogó második fokára állhatott fel.

## Éremtáblázat
| #        | nemzet             | arany | ezüst | bronz | összesen |
| -------- | ------------------ | ----- | ----- | ----- | -------- |
| 1        | Olaszország        | 5     | 0     | 3     | 8        |
| 2        | Franciaország      | 5     | 0     | 0     | 5        |
| 3        | Hollandia          | 2     | 1     | 2     | 5        |
| 4        | Magyarország       | 0     | 3     | 2     | 5        |
| 5        | Lettország         | 0     | 2     | 1     | 3        |
| 6        | Oroszország        | 0     | 2     | 0     | 2        |
| 7        | Egyesült Királyság | 0     | 1     | 2     | 3        |
| 8        | Ausztria           | 0     | 1     | 1     | 2        |
| 9        | Csehország         | 0     | 1     | 0     | 1        |
| 9        | Lengyelország      | 0     | 1     | 0     | 1        |
| 11       | Bulgária           | 0     | 0     | 1     | 1        |
| Összesen | Összesen           | 12    | 12    | 12    | 36       |

## Eredmények

### Férfiak

#### Összetett
| #     | ország             | név                 | pont | helyezés | helyezés   | helyezés   | helyezés                   |
| #     | ország             | név                 | pont | 500 m-en | 1 000 m-en | 1 500 m-en | 3 000 m-es szuper döntőben |
| ----- | ------------------ | ------------------- | ---- | -------- | ---------- | ---------- | -------------------------- |
|       | Franciaország      | Thibaut Fauconnet   | 136  | 1        | 1          | 1          | 1                          |
|       | Lettország         | Haralds Silovs      | 50   | 3        | 2          | 4          | 4                          |
|       | Hollandia          | Sjinkie Knegt       | 47   | 4        | 11         | 2          | 3                          |
| 4     | Oroszország        | Ruszlan Zaharov     | 42   | 7        | 4          | 3          | 2                          |
| 5     | Egyesült Királyság | Jack Whelbourne     | 39   | 2        | 3          | 9          | 5                          |
| 6     | Oroszország        | Szemjon Elisztratov | 7    | 17       | 7          | 5          | 7                          |
| 7     | Lengyelország      | Bartosz Konopko     | 6    | 9        | 38         | 6          | 6                          |
| 8     | Hollandia          | Niels Kerstholt     |      | 11       | 9          | 7          |                            |
| [...] |                    |                     |      |          |            |            |                            |
| 25    | Magyarország       | Oláh Bence          |      | 20       | 30         | 27         |                            |
| [...] |                    |                     |      |          |            |            |                            |
| 27    | Magyarország       | Béres Bence         |      |          | 16         | 18         |                            |
| [...] |                    |                     |      |          |            |            |                            |
| 45    | Románia            | Gál-Oravecz István  |      | 38       | 42         | 43         |                            |

#### 500 m
A férfiak 500 m-es selejtezőjében Béres Bencét kizárták, Oláh Bence pedig az előfutamban esett ki.
| #          | ország             | név                 | legjobb idő |
| ---------- | ------------------ | ------------------- | ----------- |
|            | Franciaország      | Thibaut Fauconnet   | 42.235      |
|            | Egyesült Királyság | Jack Whelbourne     | 42.285      |
|            | Lettország         | Haralds Silovs      | 42.376      |
| 4          | Hollandia          | Sjinkie Knegt       | 42.130      |
| elődöntő   |                    |                     |             |
| 5          | Olaszország        | Nicola Rodigari     | 42.377      |
| 6          | Egyesült Királyság | Richard Shoebridge  | 42.248      |
| 7          | Oroszország        | Ruszlan Zaharov     | 42.978      |
| 8          | Izrael             | Vlagyiszlav Bukanov | 42.768      |
| 9          | Lengyelország      | Bartosz Konopko     | 42.768      |
| középdöntő |                    |                     |             |
| 10         | Franciaország      | Maxime Chataignier  | 42.388      |
| 11         | Hollandia          | Niels Kerstholt     | 42.644      |
| 12         | Olaszország        | Edoardo Reggiani    | 42.952      |
| 13         | Németország        | Paul Herrmann       | 42.501      |
| 14         | Franciaország      | Jérémy Masson       | 43.082      |
| [...]      |                    |                     |             |
| előfutam   |                    |                     |             |
| [...]      |                    |                     |             |
| 20         | Magyarország       | Oláh Bence          | 43.761      |
| [...]      |                    |                     |             |
| selejtező  |                    |                     |             |
| 38         | Románia            | Gál-Oravecz István  | 46.833      |
| [...]      |                    |                     |             |
|            | Magyarország       | Béres Bence         | kizárva     |

#### 1000 m
1 000 m-en Oláh Bence az előfutamban, míg Béres Bence a középdöntőben esett ki.
| #          | ország             | név                 | legjobb idő |
| ---------- | ------------------ | ------------------- | ----------- |
|            | Franciaország      | Thibaut Fauconnet   | 1:26.888    |
|            | Lettország         | Haralds Silovs      | 1:26.942    |
|            | Egyesült Királyság | Jack Whelbourne     | 1:27.301    |
| 4          | Oroszország        | Ruszlan Zaharov     | 1:27.664    |
| elődöntő   |                    |                     |             |
| 5          | Franciaország      | Maxime Chataignier  | 1:28.308    |
| 6          | Izrael             | Vlagyiszlav Bukanov | 1:27.752    |
| 7          | Oroszország        | Szemjon Elisztratov | 1:28.239    |
| 8          | Hollandia          | Niels Kerstholt     | 1:28.279    |
| középdöntő |                    |                     |             |
| 9          | Olaszország        | Tommaso Dotti       | 1:28.301    |
| 9          | Hollandia          | Freek van der Wart  | 1:28.301    |
| 11         | Hollandia          | Sjinkie Knegt       | 1:28.633    |
| 12         | Olaszország        | Edoardo Reggiani    | 1:29.757    |
| 13         | Németország        | Paul Herrmann       | 1:28.929    |
| 14         | Egyesült Királyság | Richard Shoebridge  | 1:28.991    |
| 15         | Németország        | Robert Seifert      | 1:29.361    |
| 16         | Magyarország       | Béres Bence         | 1:29.775    |
| [...]      |                    |                     |             |
| előfutam   |                    |                     |             |
| [...]      |                    |                     |             |
| 22         | Szlovákia          | Jelen Péter         | 1:31.135    |
| [...]      |                    |                     |             |
| 30         | Magyarország       | Oláh Bence          | 1:35.320    |
| [...]      |                    |                     |             |
| 42         | Románia            | Gál-Oravecz István  | 1:38.493    |

#### 1500 m
Az 1 500 m  előfutamában Oláh Bence kiesett, Béres Bence viszont birói döntéssel továbbjutott, azonban az elődöntőben ő is kiesett.
| #        | ország             | név                 | legjobb idő |
| -------- | ------------------ | ------------------- | ----------- |
|          | Franciaország      | Thibaut Fauconnet   | 2:15.920    |
|          | Hollandia          | Sjinkie Knegt       | 2:16.733    |
|          | Olaszország        | Ruszlan Zaharov     | 2:16.099    |
| 4        | Lettország         | Haralds Silovs      | 2:16.024    |
| 5        | Oroszország        | Szemjon Elisztratov | 2:18.149    |
| 6        | Lengyelország      | Bartosz Konopko     | 2:19.238    |
| elődöntő |                    |                     |             |
| 7        | Hollandia          | Niels Kerstholt     | 2:16.145    |
| 8        | Németország        | Paul Herrmann       | 2:19.190    |
| 9        | Egyesült Királyság | Jack Whelbourne     | 2:18.127    |
| 10       | Lettország         | Jekabs Saulitis     | 2:18.943    |
| 11       | Hollandia          | Freek van der Wart  | 2:16.707    |
| 12       | Egyesült Királyság | Richard Shoebridge  | 2:16.878    |
| 13       | Olaszország        | Tommaso Dotti       | 2:19.499    |
| 14       | Franciaország      | Jérémy Masson       | 2:17.102    |
| [...]    |                    |                     |             |
| 18       | Magyarország       | Béres Bence         | 2:22.248    |
| előfutam |                    |                     |             |
| [...]    |                    |                     |             |
| 27       | Magyarország       | Oláh Bence          | 2:21.997    |
| [...]    |                    |                     |             |
| 29       | Szlovákia          | Jelen Péter         | 2:23.406    |
| [...]    |                    |                     |             |
| 43       | Románia            | Gál-Oravecz István  | 2:36.927    |

#### 3000 m-es szuperdöntő
| # | ország             | név                 | legjobb idő |
| - | ------------------ | ------------------- | ----------- |
|   | Franciaország      | Thibaut Fauconnet   | 4:50.275    |
|   | Oroszország        | Ruszlan Zaharov     | 4:50.303    |
|   | Hollandia          | Sjinkie Knegt       | 4:50.426    |
| 4 | Lettország         | Haralds Silovs      | 4:50.553    |
| 5 | Egyesült Királyság | Jack Whelbourne     | 4:51.364    |
| 6 | Lengyelország      | Bartosz Konopko     | 5:35.059    |
| 7 | Oroszország        | Szemjon Elisztratov | 5:40.700    |

#### 5000 m-es váltó
A Béres Bence, Knoch Viktor, Darázs Péter, Oláh Bence összeállítású magyar váltó az előfutamból továbbjut ugyan, de az elődöntőből kiesett.
| #     | ország             | a váltó tagjainak neve                                                          | legjobb idő |
| ----- | ------------------ | ------------------------------------------------------------------------------- | ----------- |
|       | Hollandia          | Daan Breeuwsma, Niels Kerstholt, Sjinkie Knegt, Freek van der Wart              | 6:50.818    |
|       | Oroszország        | Szemjon Elisztratov, Vlagyimir Grigorjev, Jevgenyij Kozulin, Szergej Prankevics | 6:52.632    |
|       | Egyesült Királyság | Anthony Douglas, Jon Eley, Paul Stanley, Jack Whelbourne                        | 6:52.513    |
| 4     | Németország        | Robert Becker, Paul Herrmann, Torsten Kröger, Robert Seifert                    | 6:52.006    |
| [...] |                    |                                                                                 |             |
| 7     | Magyarország       | Béres Bence, Knoch Viktor, Darázs Péter, Oláh Bence                             | 7:05.322    |

### Nők

#### Összetett
| #     | ország        | név                       | pont | helyezés | helyezés   | helyezés   | helyezés                   |
| #     | ország        | név                       | pont | 500 m-en | 1 000 m-en | 1 500 m-en | 3 000 m-es szuper döntőben |
| ----- | ------------- | ------------------------- | ---- | -------- | ---------- | ---------- | -------------------------- |
|       | Olaszország   | Arianna Fontana           | 115  | 4        | 1          | 1          | 1                          |
|       | Magyarország  | Heidum Bernadett          | 42   | 3        | 2          | 7          | 4                          |
|       | Olaszország   | Martina Valcepina         | 39   | 1        | 17         | 8          | 5                          |
| 4     | Csehország    | Kateřina Novotná          | 37   | 9        | 4          | 4          | 2                          |
| 5     | Ausztria      | Veronika Windisch         | 34   | 11       | 19         | 2          | 3                          |
| 6     | Lengyelország | Patrycja Maliszewska      | 23   | 2        | 11         | 14         | 7                          |
| 7     | Bulgária      | Marina Georgieva-Nikolova | 16   | 7        | 3          | 12         | 6                          |
| 8     | Magyarország  | Huszár Erika              | 14   | 10       | 10         | 3          | 8                          |
| 9     | Hollandia     | Jorien ter Mors           | 5    | 17       | 16         | 5          |                            |
| [...] |               |                           |      |          |            |            |                            |
| 25    | Magyarország  | Lajtos Szandra            |      | 5        | 13         | 37         |                            |
| [...] |               |                           |      |          |            |            |                            |
| 35    | Románia       | Balázs Tünde              |      | 30       | 30         | 37         |                            |

#### 500 m
A nők 500 m-én Huszár Erika a  középdöntőben, míg Lajtos Szandra az elődöntőben esett ki. Heidum Bernadett megszerezte a bronzérmet a olasz Martina Valcepina és a lengyel Patrycja Maliszewska mögött.
| #          | ország        | név                       | legjobb idő |
| ---------- | ------------- | ------------------------- | ----------- |
|            | Olaszország   | Martina Valcepina         | 44.847      |
|            | Lengyelország | Patrycja Maliszewska      | 45.042      |
|            | Magyarország  | Heidum Bernadett          | 45.345      |
| 4          | Olaszország   | Arianna Fontana           | 44.992      |
| elődöntő   |               |                           |             |
| 5          | Magyarország  | Lajtos Szandra            | 45.361      |
| 6          | Olaszország   | Elena Viviani             | 45.548      |
| 7          | Bulgária      | Marina Georgieva-Nikolova | 44.763      |
| 8          | Oroszország   | Valerija Potyomkina       | 45.151      |
| 9          | Csehország    | Kateřina Novotná          | 45.668      |
| középdöntő |               |                           |             |
| 10         | Magyarország  | Huszár Erika              | 44.978      |
| [...]      |               |                           |             |
| selejtező  |               |                           |             |
| [...]      |               |                           |             |
| 30         | Románia       | Balázs Tünde              | 48.296      |
| [...]      |               |                           |             |

#### 1000 m
Lajtos Szandra és Huszár Erika az 1 000 m középdöntőjéből kiestek,  míg Heidum Bernadett a második helyet szerezte meg magának.
| #          | ország             | név                       | legjobb idő |
| ---------- | ------------------ | ------------------------- | ----------- |
|            | Olaszország        | Arianna Fontana           | 1:34.588    |
|            | Magyarország       | Heidum Bernadett          | 1:33.304    |
|            | Bulgária           | Marina Georgieva-Nikolova | 1:33.772    |
| 4          | Csehország         | Kateřina Novotná          | 1:33.239    |
| elődöntő   |                    |                           |             |
| 5          | Egyesült Királyság | Elise Christie            | 1:33.906    |
| 6          | Oroszország        | Valerija Potyomkina       | 1:33.366    |
| 7          | Hollandia          | Annita van Doorn          | 1:33.606    |
| 8          | Németország        | Christin Priebst          | 1:33.709    |
| 9          | Oroszország        | Olga Beljakova            | 1:33.710    |
| középdöntő |                    |                           |             |
| 10         | Magyarország       | Huszár Erika              | 1:33.691    |
| 11         | Lengyelország      | Patrycja Maliszewska      | 1:33.787    |
| 12         | Lengyelország      | Paula Bzura               | 1:36.170    |
| 13         | Magyarország       | Lajtos Szandra            | 1:33.821    |
| 14         | Olaszország        | Elena Viviani             | 1:35.904    |
| [...]      |                    |                           |             |
| előfutam   |                    |                           |             |
| [...]      |                    |                           |             |
| 30         | Románia            | Balázs Tünde              | 1:42.564    |
| [...]      |                    |                           |             |

#### 1500 m
Az 1 500 m előfutamában Lajtos Szandrát kizárták, az elődöntőjében pedig Heidum Bernadett kiesett, ugyanakkor Huszár Erika bronzérmet szerzett az olasz Arianna Fontana és az osztrák Veronika Windisch mögött.
| #        | ország             | név                       | legjobb idő |
| -------- | ------------------ | ------------------------- | ----------- |
|          | Olaszország        | Arianna Fontana           | 2:29.292    |
|          | Ausztria           | Veronika Windisch         | 2:25.848    |
|          | Magyarország       | Huszár Erika              | 2:29.941    |
| 4        | Csehország         | Kateřina Novotná          | 2:25.610    |
| 5        | Hollandia          | Jorien ter Mors           | 2:28.841    |
| 6        | Egyesült Királyság | Elise Christie            | 2:28.763    |
| elődöntő |                    |                           |             |
| 7        | Magyarország       | Heidum Bernadett          | 2:25.850    |
| 8        | Olaszország        | Martina Valcepina         | 2:29.145    |
| 9        | Németország        | Christin Priebst          | 2:32.326    |
| 10       | Oroszország        | Olga Beljakova            | 2:26.043    |
| 11       | Lengyelország      | Paula Bzura               | 2:29.335    |
| 12       | Bulgária           | Marina Georgieva-Nikolova | 2:35.786    |
| 13       | Hollandia          | Annita van Doorn          | 2:31.988    |
| 14       | Lengyelország      | Patrycja Maliszewska      | 2:27.520    |
| [...]    |                    |                           |             |
| előfutam |                    |                           |             |
| [...]    |                    |                           |             |
|          | Magyarország       | Lajtos Szandra            | kizárva     |
|          | Románia            | Balázs Tünde              | kizárva     |

#### 3000 m-es szuperdöntő
| # | ország        | név                       | legjobb idő |
| - | ------------- | ------------------------- | ----------- |
|   | Olaszország   | Arianna Fontana           | 5:15.742    |
|   | Csehország    | Kateřina Novotná          | 5:19.114    |
|   | Ausztria      | Veronika Windisch         | 5:19.585    |
| 4 | Magyarország  | Heidum Bernadett          | 5:19.668    |
| 5 | Olaszország   | Martina Valcepina         | 5:21.937    |
| 6 | Bulgária      | Marina Georgieva-Nikolova | 5:23.218    |
| 7 | Lengyelország | Patrycja Maliszewska      | 5:25.361    |
| 8 | Magyarország  | Huszár Erika              | 5:35.767    |

#### 3000 m-es váltó
A Darázs Rózsa, Heidum Bernadett, Huszár Erika, Keszler Andrea összeállítású magyar női váltó 4:24.143-as idővel tovább jutott az elődöntőből, és a döntőben megszerezte az ezüstérmet a holland váltó mögött.
| #     | ország       | a váltó tagjainak neve                                                 | legjobb idő |
| ----- | ------------ | ---------------------------------------------------------------------- | ----------- |
|       | Hollandia    | Annita van Doorn, Sanne van Kerkhof, Yara van Kerkhof, Jorien ter Mors | 4:19.253    |
|       | Magyarország | Darázs Rózsa, Heidum Bernadett, Huszár Erika, Keszler Andrea           | 4:19.284    |
|       | Olaszország  | Arianna Fontana, Elena Viviani, Lucia Peretti, Martina Valcepina       | 4:20.473    |
| 4     | Németország  | Elisa Lenke, Julia Riedel, Christin Priebst, Bianca Walter             | 4:21.885    |
| [...] |              |                                                                        |             |